# Akcelerator Cockcrofta-Waltona

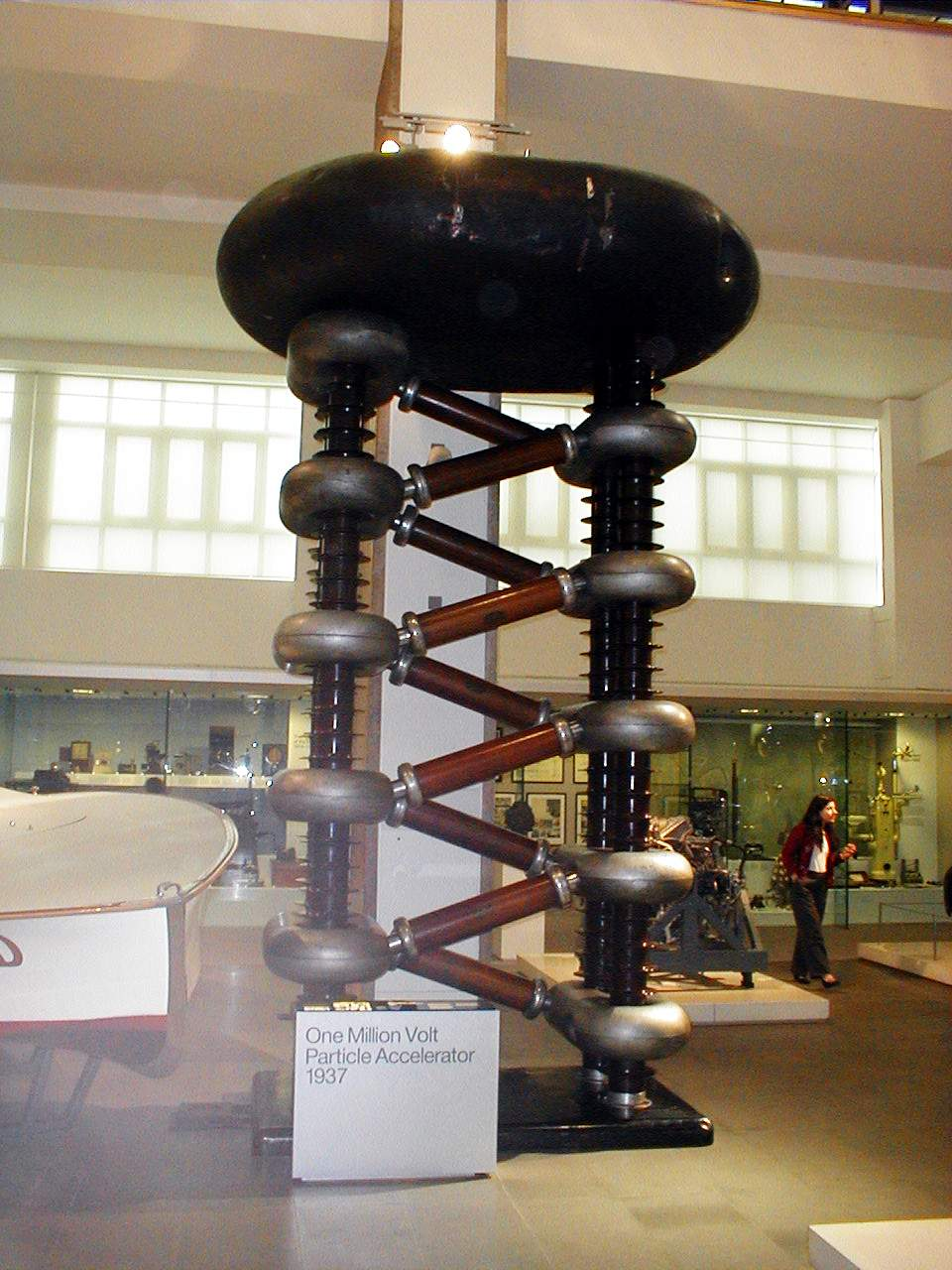
Jeden z wczesnych akceleratorów

Akcelerator Cockcrofta-Waltona – akcelerator liniowy przyspieszający protony wysokim napięciem (ok. 1 MV), uzyskiwanym za pomocą generatora kaskadowego.
Akcelerator Cockcrofta-Waltona to najstarszy rodzaj akceleratora – pierwszy skonstruowano w 1929 roku. W takim urządzeniu uzyskuje się wysokie natężenia strumienia przyspieszanych cząstek i ciągłość pracy. Obecnie wykorzystuje się te akceleratory do generowania neutronów, przyspieszania deuteronów, oraz jako akcelerator wstrzykujący, czyli do wstępnego przyspieszania cząstek przed ich wprowadzeniem do dużych akceleratorów.